# Rumex khorasanicus
Rumex khorasanicus är en slideväxtart som beskrevs av Karl Heinz Rechinger. Rumex khorasanicus ingår i släktet skräppor, och familjen slideväxter. Inga underarter finns listade i Catalogue of Life.